# Bella Agossou
Bella Agossou   (Savalou, 1981) és una actriu beninesa de cinema.

## Carrera
Agossou va començar la seva carrera a Benín com a actriu de teatre amb la companyia Sonangnon, creada i dirigida per ella. No obstant això, després de quatre anys de crear-la, es va traslladar a Barcelona el 2002. Després va aprendre català i castellà per seguir la carrera com a actriu. Va protagonitzar la pel·lícula Un cuento de Navidad com una immigrant il·legal.
Més tard, va interpretar papers aclamats per la crítica en diverses pel·lícules africanes i internacionals com Los Nuestros, Moranetta i Palmeras en la Nieve. El 13 de juliol de 2017 va presentar a la premsa una botiga anomenada NOK.

## Filmografia
| Any  | Títol                    | Personatge             | Notes                   | Ref.        |
| ---- | ------------------------ | ---------------------- | ----------------------- | ----------- |
| 2008 | El cor de la ciutat      |                        |                         |             |
| 2009 | Conte de Nadal           | Maria                  | Pel·lícula              |             |
| 2010 | Johan Primero            | Doris                  |                         |             |
| 2010 | Catalunya über alles!    |                        |                         |             |
| 2011 | Alakrana                 | Traductora d'ambaixada | Minisèrie               |             |
| 2011 | Catalunya über alles!    |                        |                         |             |
| 2012 | Tengo Ganas de Ti        | Boxeadora              |                         |             |
| 2013 | Kubala, Moreno i Manchón |                        |                         |             |
| 2013 | Un cuento de Navidad     |                        | Pel·lícula              |             |
| 2013 | Born                     |                        |                         |             |
| 2014 | Palmeras en la Nieve     | Oba                    |                         |             |
| 2014 | Los Nuestros             |                        |                         |             |
| 2015 | Kubala, Moreno i Manchón | Rut                    | Sèrie de televisió      |             |
| 2016 | The Red Pants            |                        |                         |             |
| 2017 | El Cuaderno de Sara      | Masira                 |                         |             |
| 2019 | Manual de supervivència  | Ella misma             | Documental de televisió |             |
| 2020 | Caronte                  |                        | Sèrie de televisió      |             |
| 2020 | Black Beach              | Bebe                   |                         |             |
| 2020 | Adú                      | Safí                   |                         | [ 6 ] [ 7 ] |
| 2020 | Little Birds             | Fifi                   | Sèrie de televisió      |             |